# Corneliu Papură
Corneliu Papură (n. 5 septembrie 1973) este un antrenor român de fotbal și fost fotbalist, care a jucat pentru Echipa națională de fotbal a României la Campionatul Mondial de Fotbal 1994. După retragerea din activitate, prima echipă pregătită în noua activitate de antrenor este Alro Slatina.
În martie 2008 a fost decorat cu Ordinul „Meritul Sportiv” clasa a III-a, pentru rezultatele obținute la turneele finale din perioada 1990-2000 și pentru întreaga activitate.